# Garagay
Garagay es un sitio arqueológico de la época del Formativo Andino ubicado en el distrito de San Martín de Porres, en la ciudad de Lima, capital del Perú. De hace 3.500 años, encierra los restos de un centro ceremonial construido en el valle del río Rímac, donde destacan notables altorrelieves de barro de estilo chavín, que representaban presumiblemente a sus deidades. Está conformada por tres grandes estructuras aterrazadas dispuestas en forma de U, que es el estilo arquitectónico propio de la época.
Fue estudiada y excavada principalmente por el arqueólogo Rogger Ravines en 1975. Aunque fue protegida con un cerco, en 1985 la zona arqueológica fue invadida y saqueada y desde entonces su estado de conservación es delicado. Las excavaciones, estudios y su conservación estuvieron a cargo del Instituto Nacional de Cultura (INC), actual Ministerio de Cultura del Perú. Actualmente, se realizan trabajos de investigación, conservación y puesta en valor, a cargo de un equipo de especialistas de la Municipalidad Metropolitana de Lima, encabezado por el arqueólogo Héctor Walde.

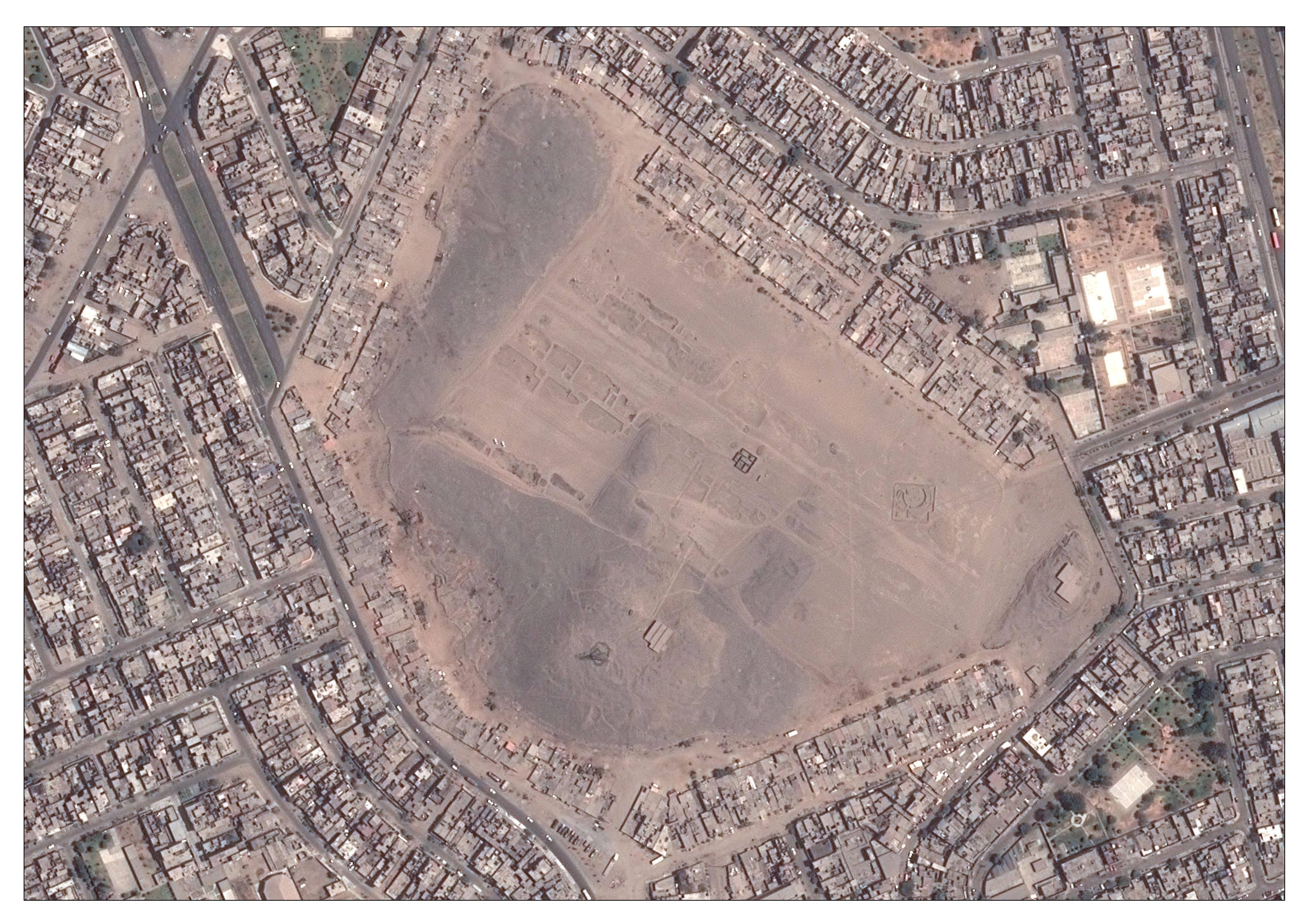
Imagen aérea de la Huaca Garagay, tomada desde el satélite PerúSat1.

## Ubicación
Se halla dentro de una zona conocida como "Urbanización El Pacífico", cerca al cruce de las avenidas Angélica Gamarra y Universitaria, en el distrito de San Martín de Porres, a 20 minutos del centro histórico de Lima. Este monumento se encontraba inmerso dentro de la Hacienda "Garagay Alto" perteneciente a la familia Valle, que aun detenta la propiedad registral de la misma (Partida 107731 Registro Propiedad Inmueble de Lima).

## Antigüedad
Las fuentes históricas señalan que las antiguas culturas en Perú tenían un ritual importante que era un culto practicado en las entidades llamadas “huaca(s)” en quechua y en aimara. Directamente esta palabra tiene origen con la afirmación de Garcilaso, según el cual huaca quiere decir "cosa sagrada” Una aproximación actual, hace referencia al termino "huaca" como el lugar sagrado, lugar donde los antiguos andinos sacralizaban una gran diversidad de seres.
Dentro del centro ceremonial construido sobre el valle del río Rímac, sobresalen altorrelieves de barro al estilo de la Cultura Chavín, posiblemente representando a sus dioses. Son unos frisos de rasgos felinos en barro de varios colores, muy parecidos a los hallados en piedra en la cultura Chavín (1500 y 300 a. C.), que se desarrolló lejos de allí en la región andina de Ancash (noreste). Estos diseños se encuentran en una pilastra (columna adosada a una pared) en el atrio ceremonial del santuario Garagay. cuentan con tres estructuras: una principal, una más elevada, y la plaza central. Tal es su antigüedad que muchos arqueólogos, consideran que Garagay fue el centro ceremonial más importante del Perú en el periodo  prehispánico. Por ello, en consulta con el arqueólogo Hector W.,  jefe del equipo que estuvo encargado de la excavación y da a conocer que de acuerdo a sus estudios este centro arqueológico tiene la misma relevancia tal que otras huacas como la de Trujillo "El Brujo" y en Ancash "Chavín de Huantar".

## Cronología
Los fechados radiocarbónicos sitúan la construcción de Garagay hacia el 1400 a. C. Se mantuvo vigente por varios siglos más, hasta el 600 a. C. Corresponde al llamado período formativo (Formativo Medio y Formativo Superior). En ese lapso sufrió tres grandes remodelaciones, que los arqueólogos lo han convertido en tres fases para su estudio:
- Templo Temprano (primera construcción)
- Templo Medio (primera gran remodelación)
- Templo Tardío (segunda y última gran remodelación).

### Garagay Contemporáneo
El recinto se encuentra en condiciones urbanas y se han determinado niveles de permeabilidad tanto física como visual. Así también existe un factor en el sitio arqueológico, que es la dinámica de los ciudadanos; es decir los adultos y niños que realizan actividades cotidianas a los alrededores del sitio arqueológico (público pasivo). Sin embargo, dentro de estos grupos también hallamos diferencias entre ellos. El público activo podemos dividirlo en un grupo especialista que acude a interactuar y trabajar en el sitio arqueológico, y otro grupo de no especialistas, que son los visitantes locales y extranjeros que acuden para conocerlo. 

## Estudios
Este sitio salió a la luz pública en 1959, gracias a las informaciones de José Casafranca, Inspector del Litoral Central del Patronato Nacional de Arqueología. Esta entidad comisionó a Manuel Ontaneda y Aquiles Ralli para que realizaran excavaciones en el lugar, las mismas que pusieron al descubierto relieves policromados, es decir, pintados con muchos colores, que se relacionaron con la cultura Chavín. Al no ser posible mantener su cuidado, estos hallazgos volvieron a ser enterrados, no obstante lo cual, sufrieron poco después la acción destructora de desconocidos. Por desgracia, nunca fueron fotografiados ni dibujados.
En 1974, el Instituto Nacional de Cultura encargó a los arqueólogos Rogger Ravines y William H. Isbell los trabajos de investigación, delimitación y conservación de la huaca. Las labores pusieron al descubierto notables frisos policromados en dos de las pirámides, así como miles de objetos de cerámica y textiles.
Ravines e Isbell interpretaron al principal ser mitológico representado en los frisos como un molusco o un crustáceo. Ravines precisó que se trataría de una langosta marina. Pero otros estudiosos (Lucy Salazar y Richard Burger) lo identificaron como una araña. Otra opinión tiene Federico Kauffmann Doig, que considera más probable que se trate de un felino volador, representado también en la iconografía Chavín y Tiahuanaco-Huari.
Los estudios de Ravines e Isbell  determinaron también que Garagay era más antigua que Chavín de Huantar y no al revés, como se había creído inicialmente. A partir de ello se teorizó que Garagay podría ser una de las fuentes del llamado estilo chavín. No obstante, hay controversia con respecto a esta teoría. Peter Kaulicke considera que la lectura poco crítica de los fechados ha causado una gran confusión, por lo que sería erróneo atribuir a Garagay una edad anterior a la de Chavín; considera más pertinente el fechado radiocarbónico más tardío, que arroja 780 a. C.
Actualmente, el sitio se encuentra a cargo de un equipo de especialistas de la Municipalidad Metropolitana de Lima, encabezado por el arqueólogo Héctor Walde, que realizan trabajos de recuperación, preservación e investigación, tras casi 40 años que fuera por última vez investigado. En enero de 2017 se puso al descubierto el relieve de un jaguar en el atrio de la pirámide principal; y en mayo del mismo año se anunció el hallazgo de otro grupo notable de frisos de barro policromados, que representan a deidades con rasgos felínicos, uno de los cuales se halla en excelente estado de conservación. Los trabajos continúan, habida cuenta de que existen todavía zonas no investigadas. Estos trabajos forman parte del plan de recuperación del patrimonio cultural de Lima Metropolitana, llevada a cabo por la gestión del alcalde Luis Castañeda Lossio.
Walde considera que, por sus características, Garagay está destinado a ser el sitio arqueológico más importante de Lima y uno de los centros importantes de la alta civilización surgida en América.

### Arqueólogo Héctor Walde
Héctor Walde Salazar, estudió en la Decana de América UNMSM, se graduó de arqueólogo y cuenta con más de 21 años de experiencia realizando diseños, ejecución y dirección de proyectos arqueológicos de los sitios prehispánicos e históricos.
Los arqueólogos, liderado por Héctor Walde, encontraron frisos antropomórficos con rasgos felinos, similares a la cultura Chavín. Estas figuras cuyo material principal es el barro, cuenta con relieves esculpidos de unos 3.500 años atrás, por su antigüedad son considerados una muestra de arte extraordinaria de las primeras civilizaciones en Sudamérica, esto se desprende de no haber encontrado evidencias parecidas en otras culturas.

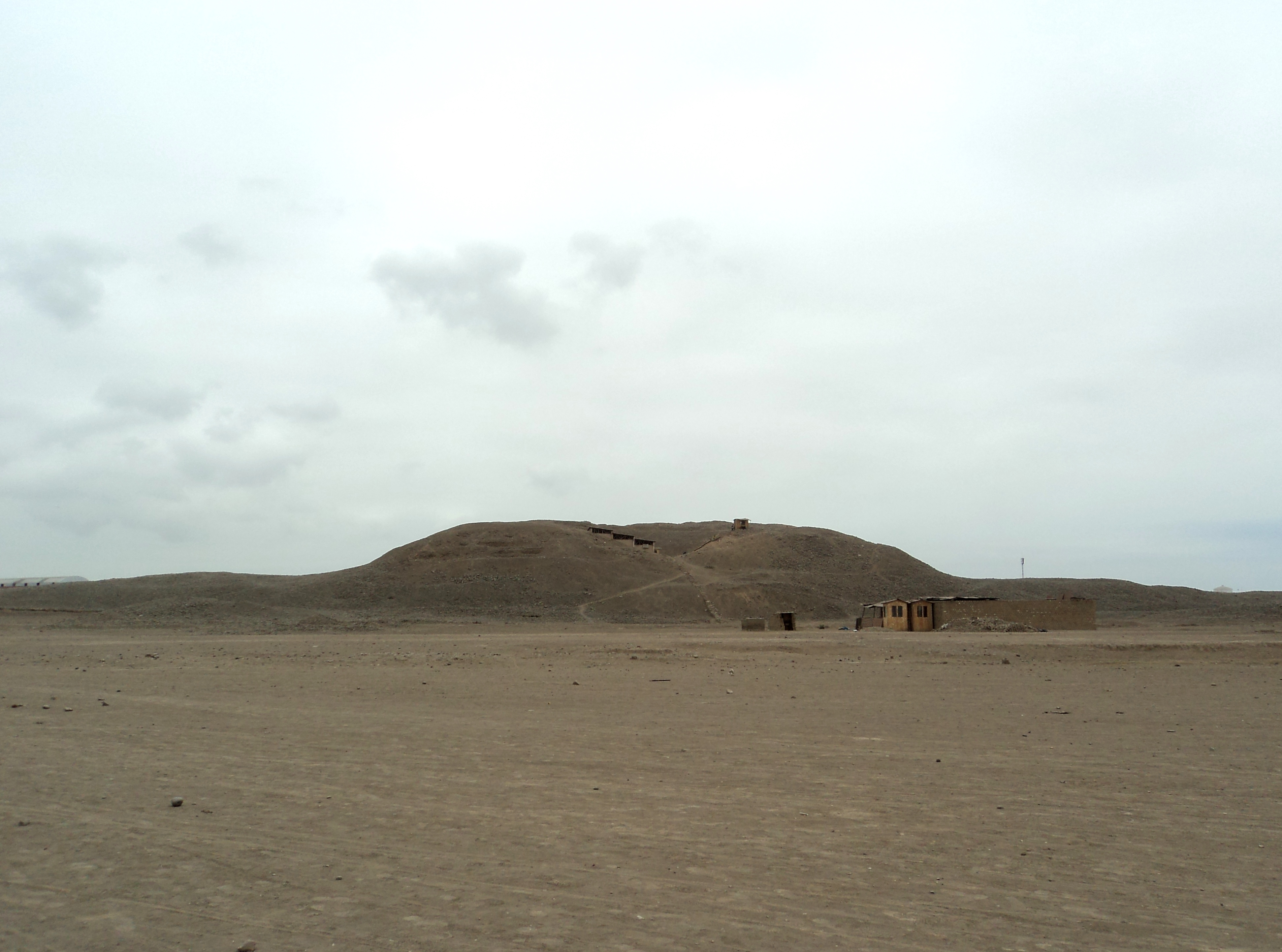
Huaca Garagay.

## Descripción
Garagay está compuesto de tres montículos principales dispuestos alrededor de una gran explanada. Tiene forma de U abierta hacia el noreste, característica arquitectónica de la costa central del Perú durante el período formativo (segundo milenio anterior a la era cristiana).
Los edificios de Garagay guardan similitud con la pirámide mayor de Caral. Están construidos con piedras canteadas y barro en bolas de forma alternada.
El más imponente montículo es el llamado Templo o pirámide principal, que constaba de tres plataformas, de los que se conserva la estructura situada en el nivel de altura media, llamado Templo Medio, ya que el Templo Tardío desapareció  por estragos del tiempo y de los vándalos. En cuanto al Templo Temprano, al hallarse en niveles inferiores, su estudio se dificulta pues sería preciso dañar las estructuras superiores. La altura de este edificio debió llegar a los 30 metros.
En el atrio de dicho Templo Medio (al que se llega por una escalinata ancha) es donde se ubica el famoso panel de frisos policromados, en las que destacan dos  representaciones de claro simbolismo religioso:
- Una cabeza antropomorfa con colmillos salientes, dentro de un círculo orlado (llamada el “medallón”)
- Un ser zoomorfo de cuerpo alargado y con extremidades humanas (que se ha interpretado como una araña o un crustáceo).Los frisos polícromos en altorrelieve son el principal distintivo de Garagay.

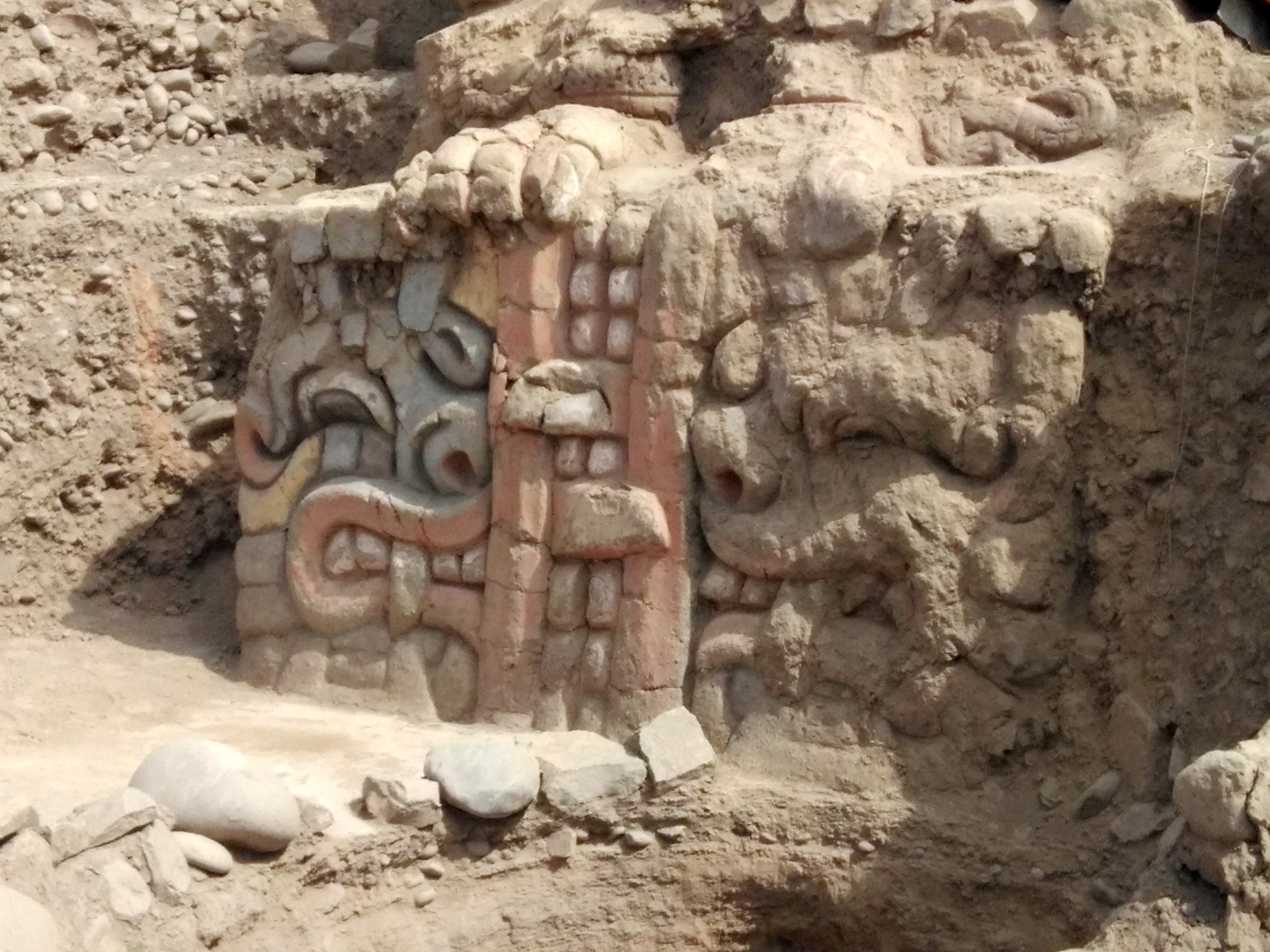
Los frisos polícromos en altorrelieve son el principal distintivo de Garagay.

El estilo de los diseños es similar al de la cultura chavín. Las figuras se presentan estucadas en alto relieve plano, con espacios remarcados por líneas labradas que delimitan detalles resaltados con pigmentación azul grisácea, verde, roja, rosada, amarilla, blanca y negra. El color rosado se usaba como fondo en todo el muro. Los frisos solían ser repintados varias veces; se han detectado hasta diez capas de pinturas. Estos pigmentos son principalmente de origen mineral, como aluminio, calcio silicio y sodio.
Los otros montículos son también estructuras piramidales, de menor tamaño, que conforman las alas laterales de la pirámide principal, y se conocen como el Brazo izquierdo y el Brazo derecho. En el Brazo derecho se han hallado también frisos policromados, uno de ellos conocido como el “friso de los guerreros” que muestra a personajes armados con escudos y con taparrabos.
En cuanto a la explanada, llamada la Plaza Principal, es de gran dimensión: 415 por 215 metros (9 hectáreas aproximadamente), lo que ha hecho dudar de que se trate de una plaza donde se reunía la población (no habría en ese entonces numerosa gente como para colmarla), por lo que Carlos Williams ha teorizado que fuera más bien un campo de cultivo o un lugar de intercambio de los pobladores.
En los trabajos de 2017 se halló también una piedra alargada, de casi cuatro metros de altura, que se presume fue una huanca o piedra sagrada, típica de la cultura andina. Había permanecido sepultada durante varios siglos.

## Contexto histórico

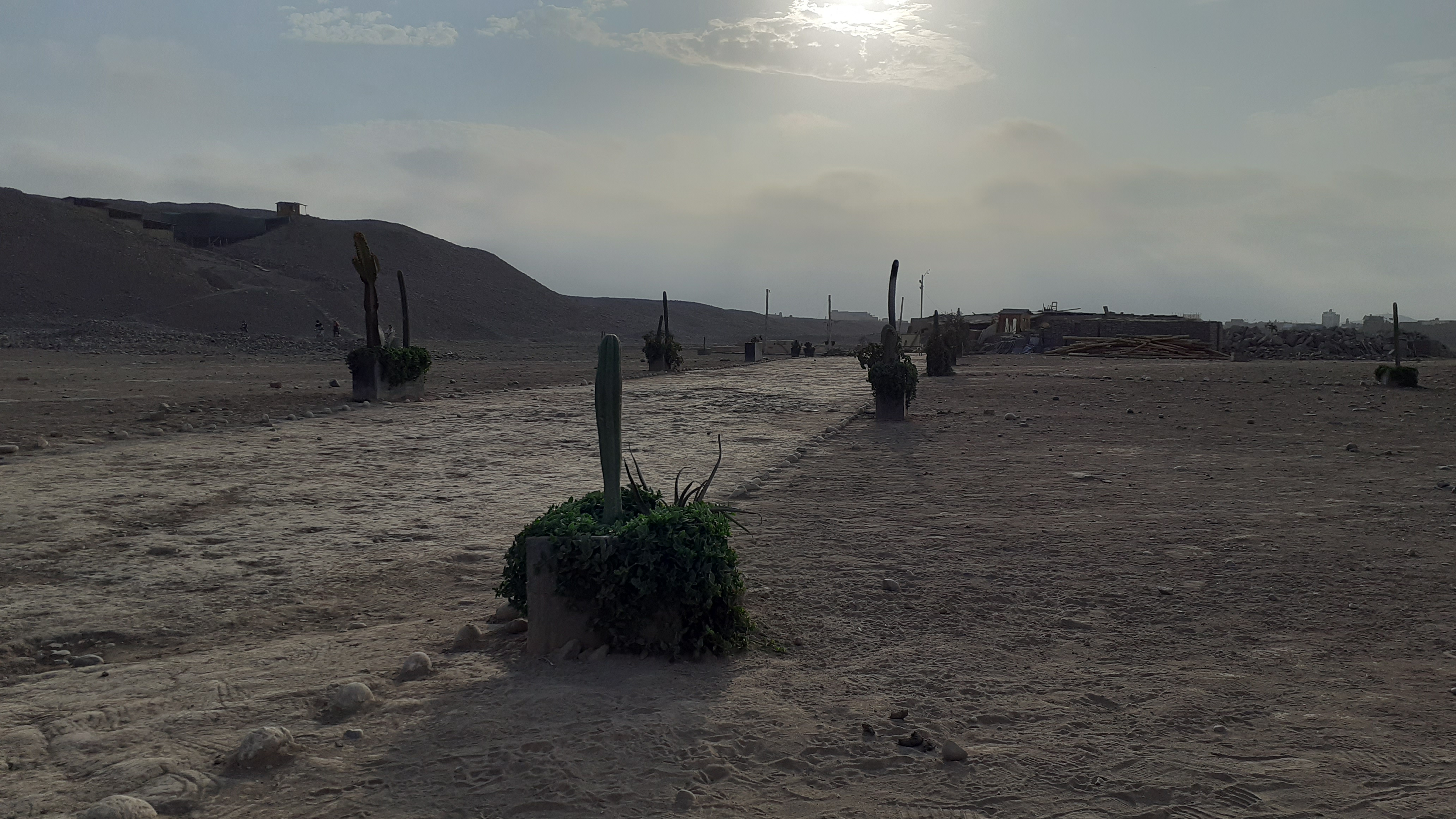
Sitio arqueológico Garagay

Garagay es un ejemplo de las sociedades complejas que surgieron en la costa central del Perú durante el Formativo Andino, pero en particular en los valles limeños de los ríos Lurín, Rímac y Chillón, hacia el año 1500 a. C. Sus representaciones iconográficas, de dioses con rasgos atemorizantes de felino, reflejan el temor de las sociedades agrícolas a las fuerzas sobrenaturales.
Es la época en que predominaba la tradición arquitectónica de los “templos con planta en U”, que fueron elevados sin duda bajo la dirección de una casta sacerdotal, que basaba su poder en el control de los medios de producción. Dichos templos se caracterizan por tener tres estructuras principales: una principal, otra más elevada, y una plaza central, donde el pueblo se reunía. Precisamente, Garagay es un ejemplo de esta tradición arquitectónica.

## Conservación

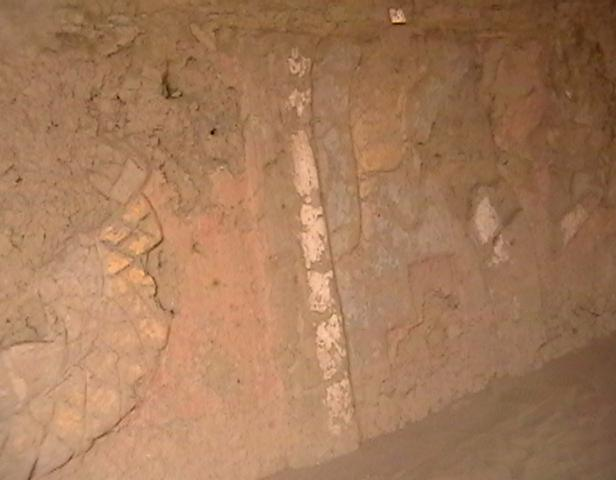
Grave estado de algunos frisos polícromos, incluidos los restos del famoso "medallón de Garagay"

El estado de conservación de Garagay es muy delicado. Luego de que empezara su estudio y conservación en 1975, estuvo en abandono y en destrucción constante por parte de la intemperie y la acción del hombre, durante cuatro décadas. 
En 1961, durante las obras de construcción de una autopista hacia el proyectado Aeropuerto Internacional Jorge Chávez, una constructora utilizó como cantera a la huaca, destruyendo parte de una de las pirámides laterales. Luego, en 1963 una empresa eléctrica colocó una torre de alta tensión en la cima de la pirámide principal de la huaca. A principios de los años 1970 el sitio fue utilizado como cantera para la fabricación de ladrillos. En los años 1980, la torre de alta tensión fue dinamitada hasta tres veces por los terroristas de Sendero Luminoso.
Pese a que en 1974 el arqueólogo Ravines había realizado investigaciones arqueológicas intensivas, además de la delimitación del área intangible y la construcción parcial de un cerco perimétrico, entre otras infraestructuras para su cuidado, el sitio no se salvó de la ola de invasiones de terrenos ocurrida en Lima a mediados de los años 1980.
El 12 de agosto de 1985 la zona arqueológica fue invadida por 850 familias, las cuales establecieron viviendas precarias que con el pasar del tiempo han devenido en construcciones permanentes a pesar de los intentos de desalojo gestionados por el INC. Los invasores llegaron incluso a destruir algunos frisos y a dañar severamente otros, tal vez bajo el razonamiento de que una vez desaparecidos los restos arqueológicos, podrían asentarse con tranquilidad en la zona. Pese a los muchos juicios ganados por el Estado peruano, tomó muchos años desalojarlos.
En 2014 la torre de alta tensión fue retirada de la huaca, para lo cual parte cercana de la ruta de la línea de transmisión eléctrica correspondiente (av. Los Próceres - 12 de octubre) fue reubicada hacia las avenidas Angélica Gamarra y Universitaria.

### Situación actual de la huaca

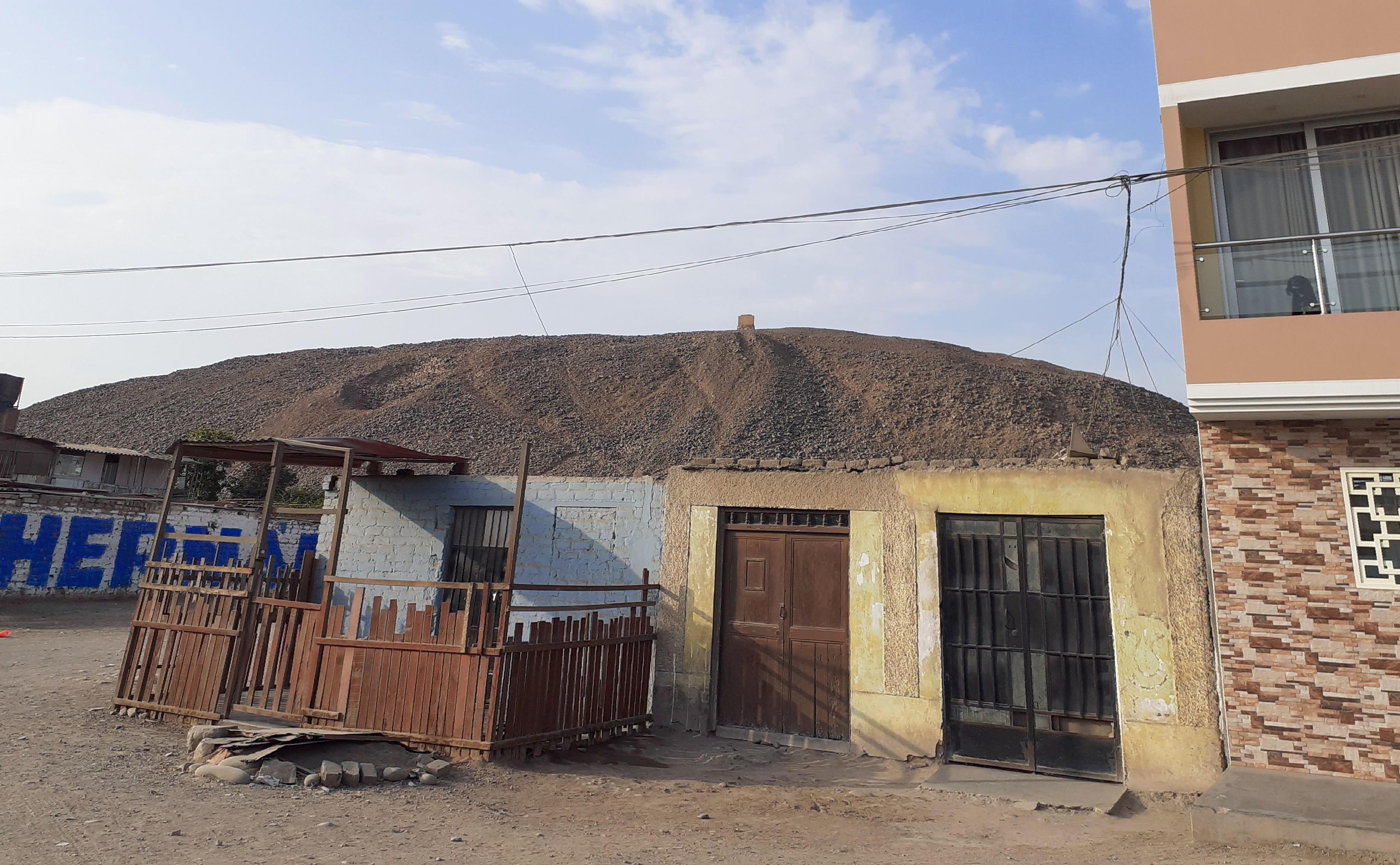
Viviendas a los alrededores del recinto.

Desde su descubrimiento en 1954, ha pasado por momento bastante caóticos, desde la invasión de familias migrantes en los 80, ataques terroristas perpetrados por Sendero Luminoso, ha visto la expansión del asentamiento humano vecino a esta, al punto de estar trepando por parte de sus estructuras. La huaca en el 2001 fue declarada como Patrimonio Cultural de la Nación, y aun así no ha habido un verdadero acercamiento de parte del sector privado o público en darle la atención y los cuidados que merece.
Si bien, los cambios del clima que pueden llegar a ser bruscos con esta zona, también está la erosión del terreno, los sismos y la humedad, que son perjudiciales para este recinto. Así también que exista un crecimiento desorganizado de la población Lima. Esta zona no se ve resguardada o protegida, por el contrario, el monumento en la actualidad es utilizado por vagabundos, delincuentes y drogadictos para esconderse..
El propio contexto de construcción de casas y destrucción de lo viejo en Lima, ha puesto en una situación delicada a la Huaca. Entre los tantos factores que la desvalorizan su potencial cultural/turístico está el vandalismo de la zona, la excavación ilegal, la drogadicción en el área aledaña que cada día se acentúan más. Tras pasar más de 50 años de ser descubierta y 20 de ser declarada patrimonio nacional, no hay planeación concreta de parte del Ministerio de Cultura para la recuperación de la Huaca. A esto debemos sumarle el hecho de que existe un desapego del sujeto patrimonial, tal como menciona el arquitecto Alessandro Flores Paucar
A pesar de que Lima es una ciudad donde las áreas verdes son menores comparadas con la cantidad de sitios arqueológicos, no hay verdaderas políticas de preservación o puesta en valor para muchos de estos y Garagay solo es un caso sintomático más de esta condición. Para Eduardo Becerril esta realidad debe ser afrontada de forma inmediata para preservar, recuperar e identificarnos con nuestros monumentos